# Lepidotrichilia volkensii
Lepidotrichilia volkensii är en tvåhjärtbladig växtart som först beskrevs av Gürke, och fick sitt nu gällande namn av J.-f. Leroy, B.T. Styles och Frank White. Lepidotrichilia volkensii ingår i släktet Lepidotrichilia och familjen Meliaceae. Inga underarter finns listade i Catalogue of Life.